# Социална роля
Социална роля е термин в социологията, който означава съвкупност от поведения, външен образ, проявен и представен пред общността, или предложен, наложен от нея, като обикновено социалната роля се проявява в ситуационен контекст. Социалната роля може да е свързана с определен социален статус или социална, или служебна позиция.
Теодор Розак отбелязва:
| „ | „животът на хората е станал толкова фрагментарен, че им става все по-трудно да намират опора в публичните си роли, за да постигнат задоволяващо чувство на реализация и идентичност.“ | “ |